# Raggare

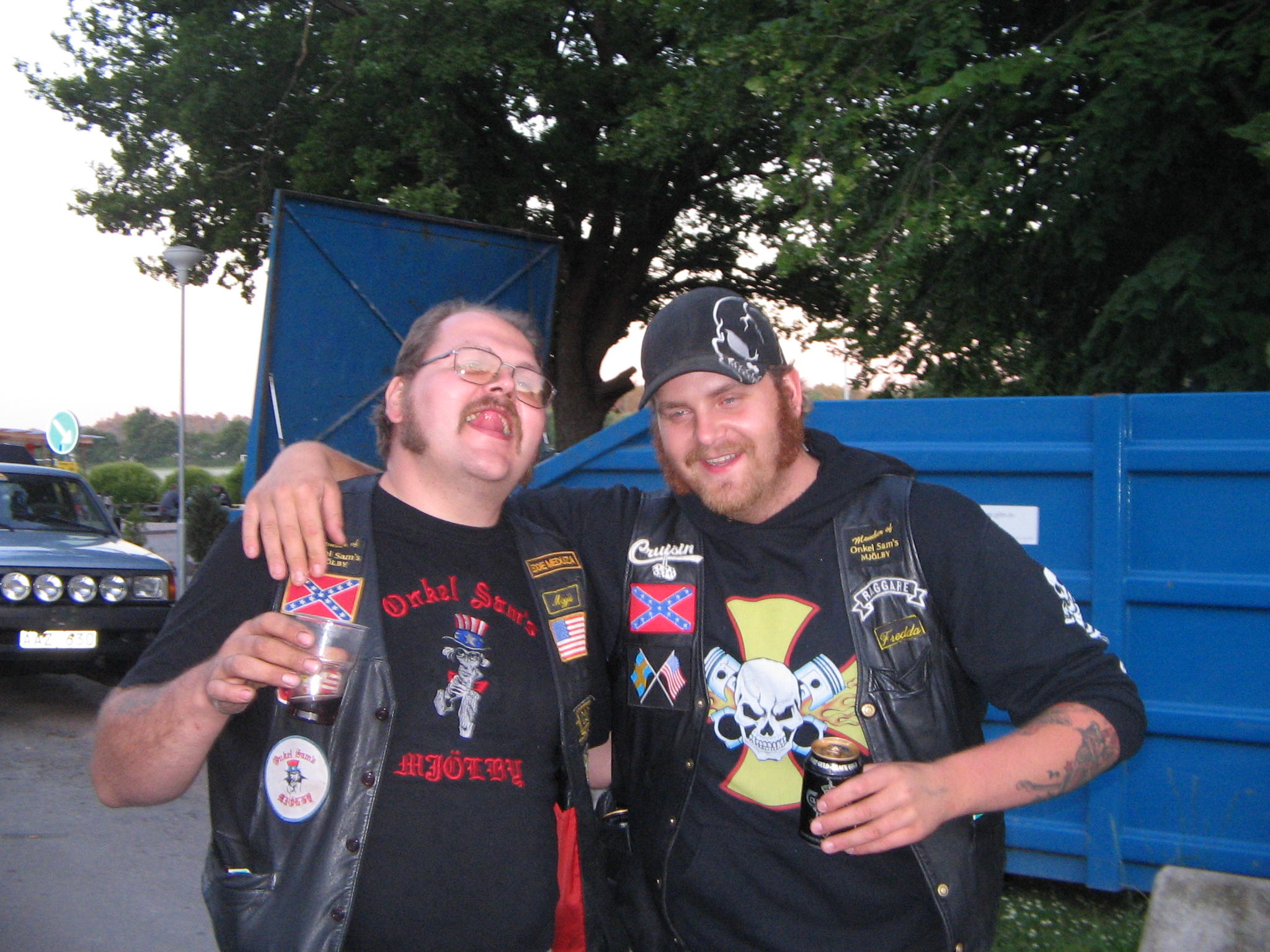
Due raggare

Quella dei raggare è una subcultura diffusa in Svezia e in alcune aree della Norvegia e che si ispira e adotta certi aspetti della cultura di massa statunitense degli anni cinquanta, tra cui le auto e le moto modificate, il rock 'n' roll e l'abbigliamento da motociclista.

## Etimologia
Secondo quanto riporta un ex raggare in un'intervista da lui rilasciata su Vice, «In svedese, ragga significa "caricare in macchina le ragazze", ed era proprio quello che facevamo, vagare in macchina, abbordare le ragazze e caricarle (...) Tutte volevano farsi un giro su una bella macchina.»

## Storia
La subcultura raggare si diffuse in Svezia a partire dagli anni 1950. A ciò contribuì la neutralità del paese durante la seconda guerra mondiale, in quanto non fu toccata dal conflitto. Di conseguenza, le infrastrutture svedesi rimasero intatte e l'economia di esportazione prosperò, il che permise ai giovani della classe operaia  svedesi di acquistare automobili (ciò non era invece possibile in gran parte dell'Europa, che era in fase di ricostruzione).
Inizialmente, i raggare generarono un'ondata di panico morale. Le riviste dell'epoca li dipingevano infatti come dei delinquenti, accusandoli di darsi all'alcolismo, essere violenti, superare i limiti di velocità alla guida e di fare sesso nei sedili posteriori delle automobili. Il film Raggare! del 1959 offre uno spaccato perlopiù negativo del fenomeno. Tra le gang di raggare più temute e documentate di sempre vi sono i Road Devils, formati a Stoccolma alla fine degli anni cinquanta da Bosse "Gamen" Sandberg. Il loro nome è ispirato a quello di una gang comparsa nella pellicola del del 1957 Hot Rod Rumble.
Negli anni seguenti, i raggare entrarono in conflitto con gli hippy e i punk. Sono infatti documentati dei casi di violenza nel corso di alcuni concerti punk di cui i raggare sono ritenuti responsabili.